# Hilton Valencia
Hilton Valencia (Torre Hilton, Hotel Hilton in Valencia) là tòa nhà chọc trời và khách sạn ở Valencia, Tây Ban Nha, Tây Ban Nha. Hoàn thành năm 2006, khách sạn có 35 tầng và cao 117 mét. Khách sạn thuộc Tập đoàn khách sạn Hilton.

## Hình ảnh

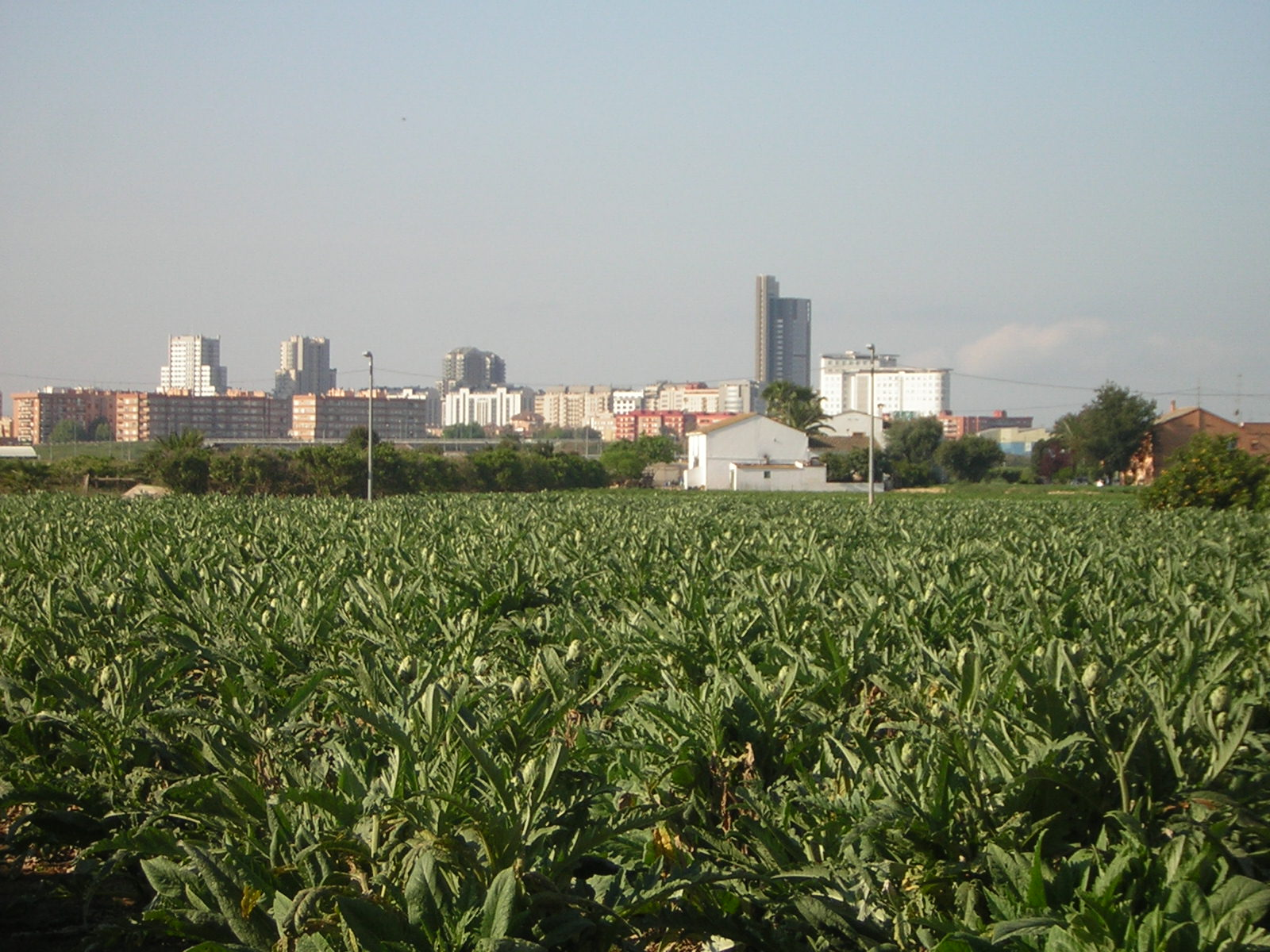
cảnh nhìn từ xa, tòa tháp cao nhất
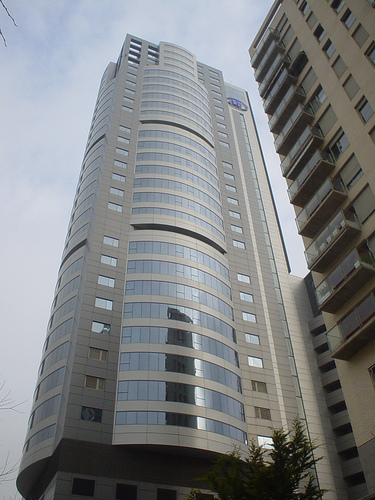